# 2008年の日本公開映画/8月
- 1日
  - インクレディブル・ハルク（ アメリカ合衆国）
- 2日
  - ビューティフル・ルーザーズ（ アメリカ合衆国/ドキュメンタリー）
  - 地球でいちばん幸せな場所（ アメリカ合衆国・ ベトナム）
  - 画家と庭師とカンパーニュ（ フランス）
  - 鳥の巣 北京のヘルツォーク&ド・ムーロン（ スイス・ フランス/ドキュメンタリー）
  - 闇の子供たち（ 日本）
  - 赤んぼ少女（ 日本）
  - 片腕マシンガール（ 日本）
  - スカイ・クロラ The Sky Crawlers（ 日本/アニメ）
  - 劇場版 NARUTO -ナルト- 疾風伝 絆（ 日本/アニメ）
  - ＜a＞symmetry アシンメトリー（ 日本）
  - トワイライトシンドローム デッドクルーズ（ 日本）
  - 9+1（ 日本）
  - ビリン・闘いの村 -パレスチナの非暴力抵抗-（ 日本/ドキュメンタリー）
- 6日
  - 旅するジーンズと19歳の旅立ち（ アメリカ合衆国）
- 8日
  - 東京オンリーピック（ 日本）
- 9日
  - ダークナイト（ アメリカ合衆国）
  - アクロス・ザ・ユニバース（ アメリカ合衆国）
  - 俺たちダンクシューター（ アメリカ合衆国）
  - コレラの時代の愛（ アメリカ合衆国）
  - シティ・オブ・メン（ ブラジル）
  - 881 歌え!パパイヤ（ シンガポール）
  - タチャ イカサマ師（ 韓国）
  - 熱血男児（ 韓国）
  - ケンカの技術（ 韓国）
  - 劇場版 仮面ライダーキバ 魔界城の王（ 日本）
  - 炎神戦隊ゴーオンジャー BUNBUN!BANBAN!劇場BANG!!（ 日本）
  - ひゃくはち（ 日本）
  - 背（ 日本）
  - ハード・リベンジ、ミリー（ 日本）
  - THE MASKED GIRL 女子高生は改造人間（ 日本）
- 16日
  - ベガスの恋に勝つルール（ アメリカ合衆国）
  - ハムナプトラ3 呪われた皇帝の秘宝（ アメリカ合衆国）
  - この自由な世界で（ イギリス・ イタリア・ ドイツ・ スペイン）
  - TOKYO!（ フランス・ 日本・ 韓国・ ドイツ）
  - カンフーダンク!（ 韓国・ 香港・ 台湾）
  - 同窓会（ 日本）
  - トワイライトシンドローム デッドゴーランド（ 日本）
  - 劇場版 空の境界 第五章 矛盾螺旋（ 日本/アニメ）
- 23日
  - セックス・アンド・ザ・シティ（ アメリカ合衆国）
  - レス・ポールの伝説（ アメリカ合衆国/ドキュメンタリー）
  - スター・ウォーズ/クローン・ウォーズ（ アメリカ合衆国/アニメ）
  - グローバル・メタル（ カナダ/ドキュメンタリー）
  - 12人の怒れる男（ ロシア）
  - 小さな赤い花（ 中国・ イタリア）
  - 言えない秘密（ 台湾）
  - デトロイト・メタル・シティ（ 日本）
  - 落語娘（ 日本）
  - ラストゲーム 最後の早慶戦（ 日本）
  - R246 STORY（ 日本）
  - 能登の花ヨメ（ 日本）
- 30日
  - ハンコック（ アメリカ合衆国）
  - デイ・オブ・ザ・デッド（ アメリカ合衆国）
  - コッポラの胡蝶の夢（ アメリカ合衆国・ ドイツ・ イタリア・ フランス・ ルーマニア）
  - DON -過去を消された男-（ インド）
  - たとえ明日が来なくても（ インド）
  - 家族の四季 -愛すれど遠く離れて-（ インド）
  - インビジブル・ターゲット（ 香港）
  - 20世紀少年 <第1章> 終わりの始まり（ 日本）
  - 死にぞこないの青（ 日本）
  - パンダフルライフ（ 日本/ドキュメンタリー）